# 大稻埕
大稻埕（白話字：Tōa-tiū-tiâⁿ，臺羅：Tuā-tiū-tiânn，日治時期標音： Daitōtei），雅稱稻江、稻津，是臺北市大同區西南部的一個傳統地域名稱，因具有大片曬稻穀的空地（稻埕）而得名。咸豐元年（1851年）泉州府同安縣人林藍田為躲避海盜洗劫，自雞籠（今基隆）遷至大稻埕經商並開設店鋪，開始大稻埕的商業活動。咸豐三年（1853年）三邑人與同安人為艋舺碼頭的泊船權利，發生頂下郊拚分類械鬥事件，下郊的同安人無力抵抗，於是帶著自身信仰的霞海城隍敗逃至大稻埕，大稻埕旁淡水河的碼頭交易逐漸興起。咸豐十年（1860年）淡水開港後，大稻埕成為臺北最繁華的物資集散中心，以茶葉與布料的貿易為主。大稻埕的茶葉貿易在洋行的帶領下，不僅市場擴大，更造就驚人的財富與繁榮。進入日治時期後日商抵制洋行勢力，轉而以日本與東南亞為主要市場。戰後大稻埕因淡水河淤淺逐漸失去河港功能，且臺產茶葉不敵錫蘭紅茶的競爭而逐漸沒落。之後臺北市區向東發展、人口大量外移，大稻埕成為臺北市外圍的老舊市區。

## 歷史

### 行政區沿革

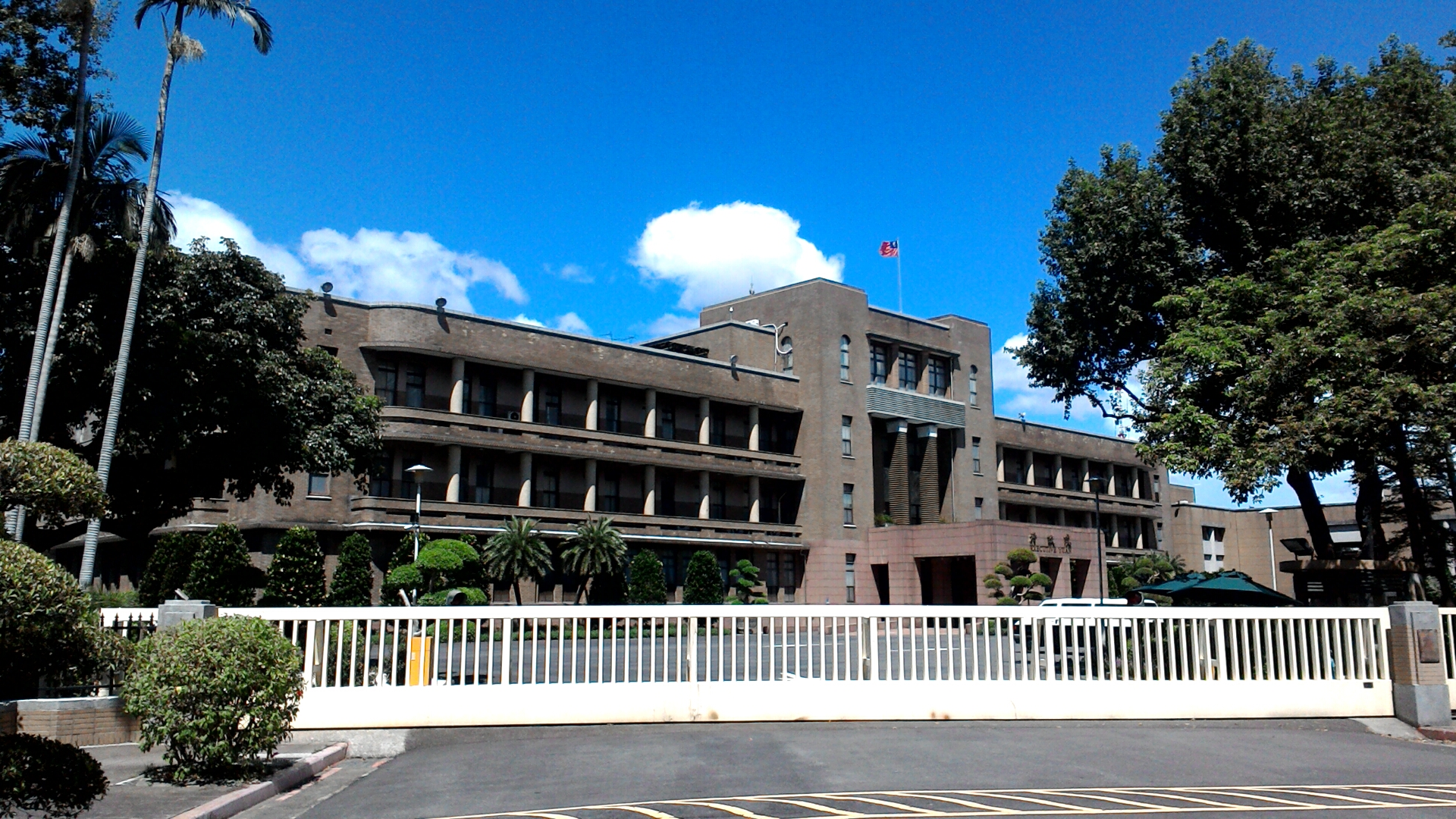
昭和十六年（1941年）至二十年（1945年）間的台北市役所，現作為行政院中央大樓使用。

大稻埕原為平埔原住民巴賽族圭武卒社的所在地:13，19世紀清朝咸豐年間漢人開始至此開發。因居民在此地設立公共的曝稻大埕，供稻米收成時曬穀，平時則為農產品交易場所，故以大稻埕為名:39。大稻埕於17世紀、清康熙二十三年（1684年）劃屬諸羅縣。雍正元年（1723年）改隸新成立的彰化縣；五年（1727年）改隸新成立的淡水廳。光緒元年（1875年）設立臺北府:15，改隸新成立的淡水縣；十一年（1885年）設立福建臺灣省:15，臺北府位於其轄區內。明治二十八年（1895年）臺灣進入日治時期，大稻埕劃屬於臺北縣臺北市出張所；三十年（1897年）劃歸臺北辨務署；三十三年（1900年）士林辨務署併入臺北辨務署；三十四年（1901年）廢縣置廳，改隸臺北廳大加蚋堡；四十二年（1909年）改隸大稻埕區。大正九年（1920年）廢廳置州，改隸臺北州臺北市大稻埕；十一年（1922年）町名改正，在大稻埕原有範圍內分設九町，大稻埕轉為純粹地名，不再作為行政區名稱。1945年台灣由中華民國接管，大稻埕九町劃為臺北市延平區及建成區。1967年臺北市升格為直轄市。1990年延平區與建成區併入大同區。

### 地區發展

#### 清治時期

##### 早期發展 1851~
清咸豐元年（1851年）福建泉州府同安縣籍移民林藍田為躲避海盜，自雞籠（今基隆）移居大稻埕:14，在中街（今台北市迪化街一段，民生西路與歸綏街口之間）以「林益順」為商號，開設三間閩南式建築的店鋪（今勝豐食品行與林五湖本館）:56，是為大稻埕最早的商店。三年（1853年）艋舺同安人大舉遷入大稻埕，林益順商號的買賣也開始擴大，以輸出米、糖、茶與樟腦等商品為主:139。九年（1859年）臺北霞海城隍廟在中街以南落成，街市延伸至城隍廟前，出現南街（今迪化街與永昌街至民生西路口之間）。因南邊多沼澤溼地，便轉而向北發展，出現中北街（今迪化街與歸綏街至涼州街口之間）、普願街（今迪化街與涼州街至迪化街312巷口之間）與杜厝街（今迪化街與迪化街312巷至民權西路口之間）:113。大稻埕逐漸成為臺北重要的商業區。:39
清代大稻埕地區的店屋多為單層樓的閩南式建築，建材以土埆壁與紅磚為主。為節省建材並符合商業集市的要求，排列成連棟式的商店街。採用兩屋坡構成的斜屋頂，並以紅瓦鋪面，且附帶騎樓，在潮濕多雨的氣候中方便雨水流動，並遮蔽強烈的陽光:119。橫寬通常不寬，但縱深很長，第一進前廳充作店面，後方各進可作為囤貨、加工的空間，或分租給工人居住。在天花板與屋頂之間隔起半樓，做為儲放貨物的場所，並開有樓井方便吊送貨品:140。店門多為左右對稱的一門二窗型式，中門上方有時開有小門，作為半樓吊送貨物使用，並可於防衛時攻擊盜匪:75。使用長條木板相嵌而成的檻窗，白日可一塊塊拆卸，作為店面使用，至夜晚再拼裝起來，且附有活動式的平板貨架，可撐出擺置貨品。:119

##### 頂下郊拚
由於三邑人（泉州府晉江、惠安與南安縣籍移民，組成頂郊）是早期開拓艋舺(今台北市萬華)的主力:55，自然佔據淡水河岸碼頭的精華區。同安縣籍移民（組成下郊）人數較少，且移民較晚，只能偏居於艋舺祖師廟東側的八甲庄（今柳州街）。同安人經營的商號若要使用碼頭運輸物資，則必然會受到三邑人的牽制，故雙方長期以來關係不睦。當時三邑人與同安人區之間，正好隔著安溪縣籍移民的居住區域（艋舺祖師廟一帶），南邊又有蓮花池（今萬華區老松國小附近）阻隔。三邑人雖然在人力與物力上佔盡優勢，但被沼澤所區隔，雙方始終僵持不下。最終，咸豐三年（1853年）艋舺發生頂下郊拚械鬥事件。三邑人獲得安溪同意，以祖師廟作為進攻路線，焚毀祖師廟後進攻八甲庄:34、35。同安人在寡不敵眾的情況下向北奔竄，先是奔往大龍峒，但不受當地同安人接納，且當時連下幾十天雨，無法砌土埆牆建屋，故再遷至大稻埕:14。同安人在林佑藻的帶領下建立新市街，利用淡水河的航運之便對外貿易，商業日盛:39。林與兄弟們成立「復振」、「復源」與「復興」三間店鋪（現僅存復振），同時成立下郊「金同順」。林親自至香港與廈門招商，自大稻埕起卸貨物，並請官府清除航路上的海盜:56。後原先敵對的泉郊與北郊先後歸附，金同順和「金晉順」（泉郊）與「金萬利」（北郊）共同組成「金泉順」三郊，林任三郊總長:132:40:57。此後，在台北盆地附近（尤其艋舺與新莊）每遇械鬥事件，便有不少人逃至大稻埕，在原有的同安人街市外圍建立聚落，使大稻埕呈現族群多元的特色，也促進了當地的發展。如咸豐六年（1856年）與九年（1859年）新莊發生兩次漳泉械鬥，大批漳州人便逃至大稻埕聚集。:39、40

##### 淡水開埠 1858~

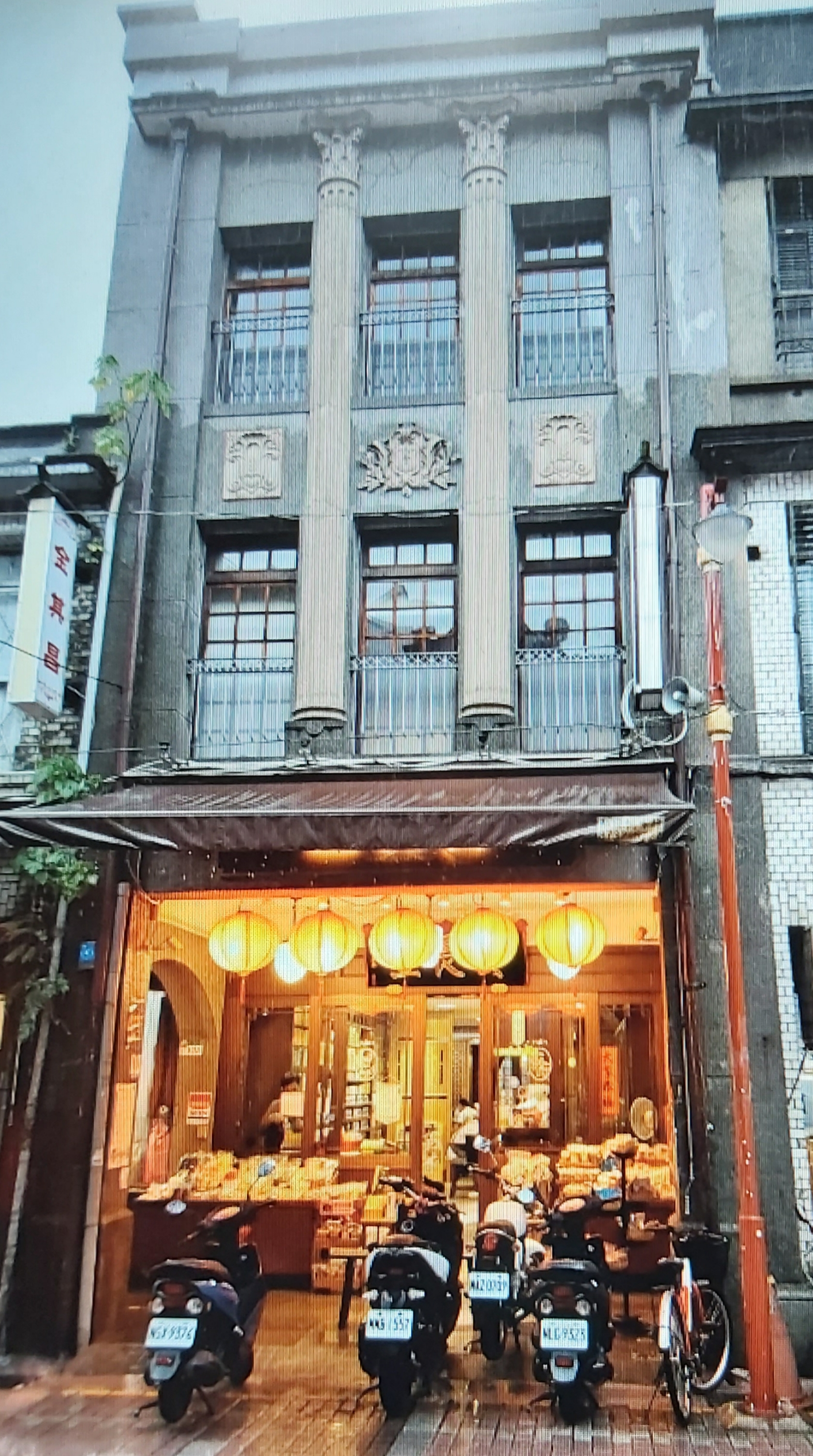
迪化街黃長生藥行（134號）。

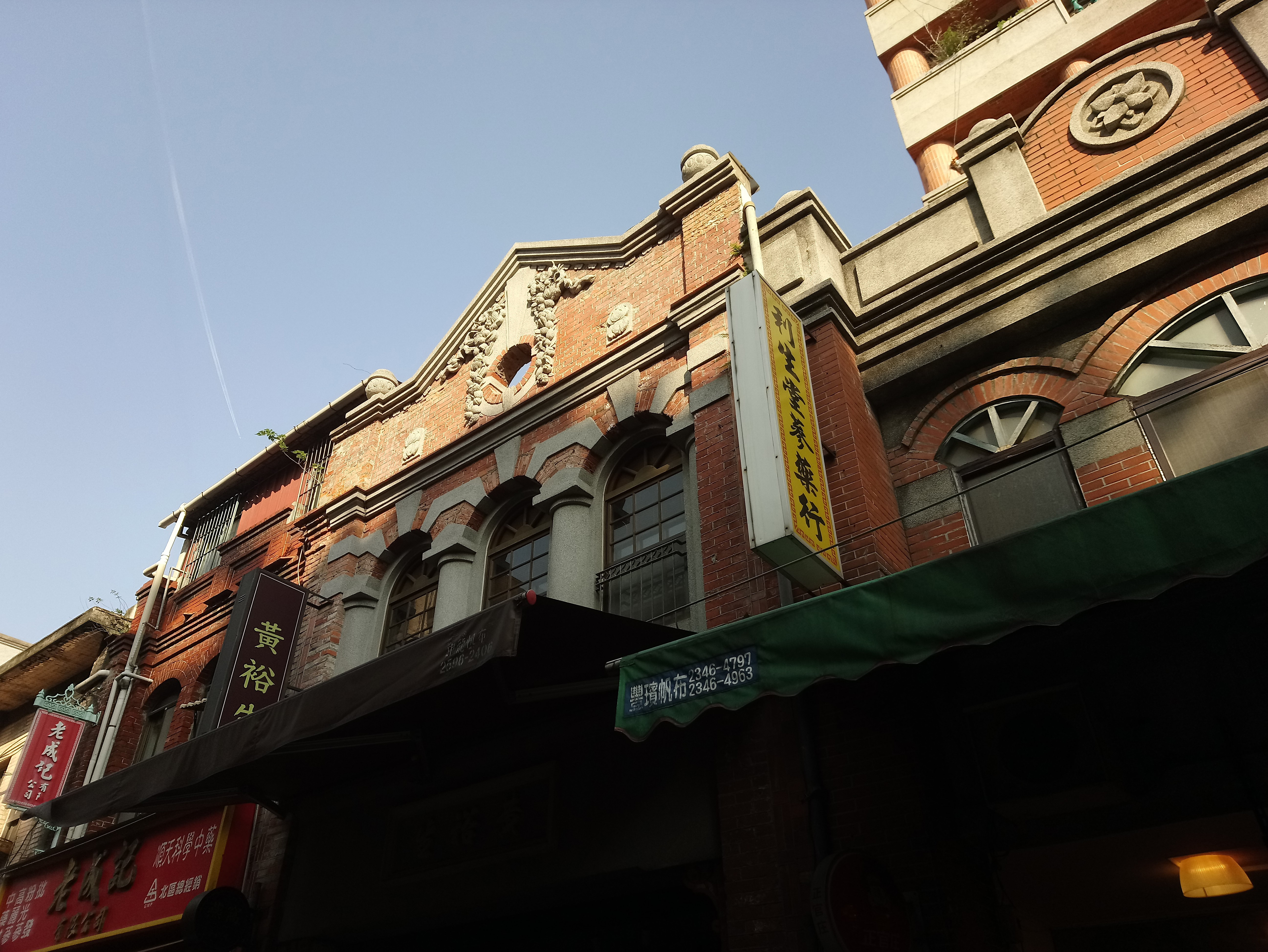
迪化街黃裕生藥行（91號）。

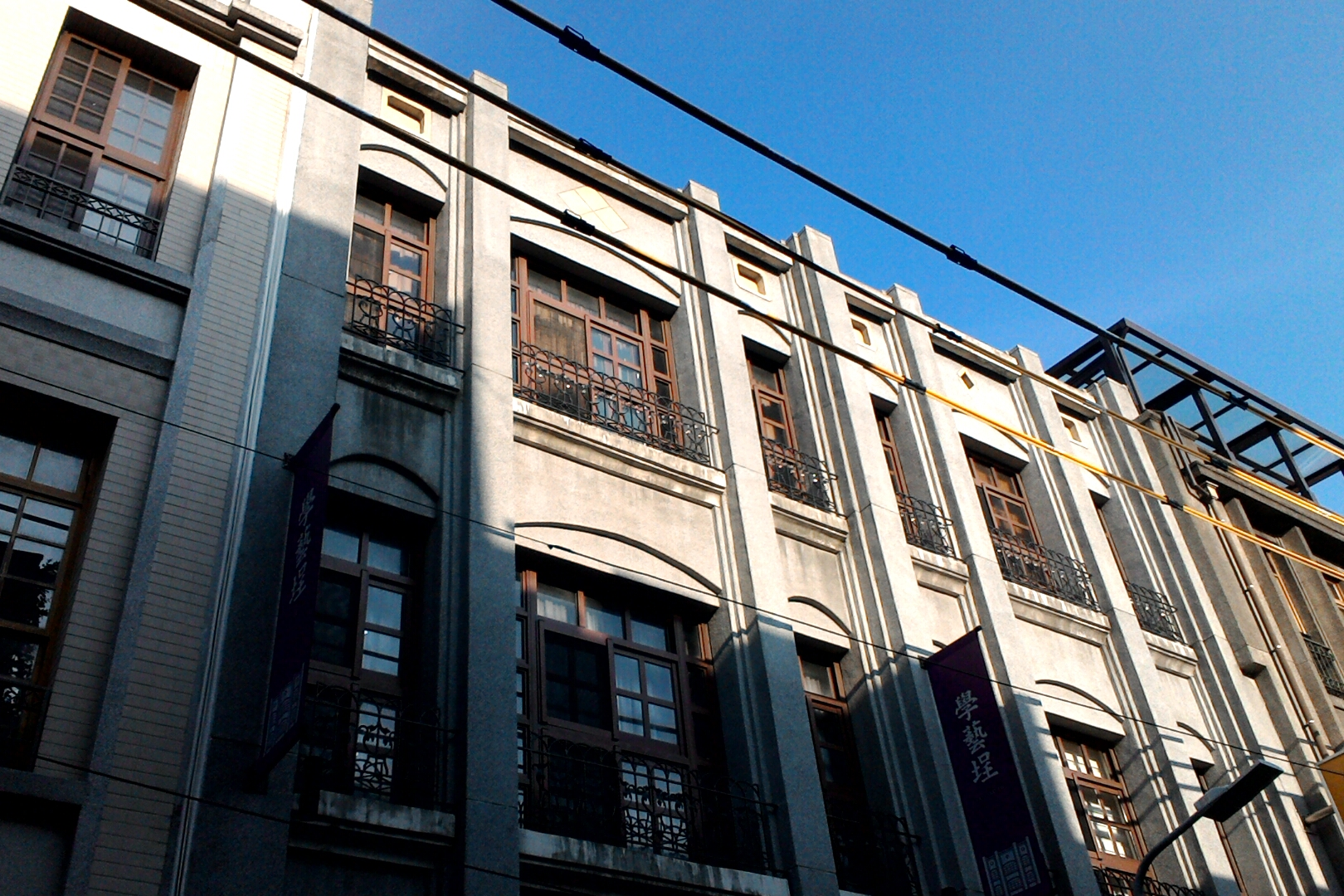
劉恆裕行（167號）與瑞盛行（165號）。

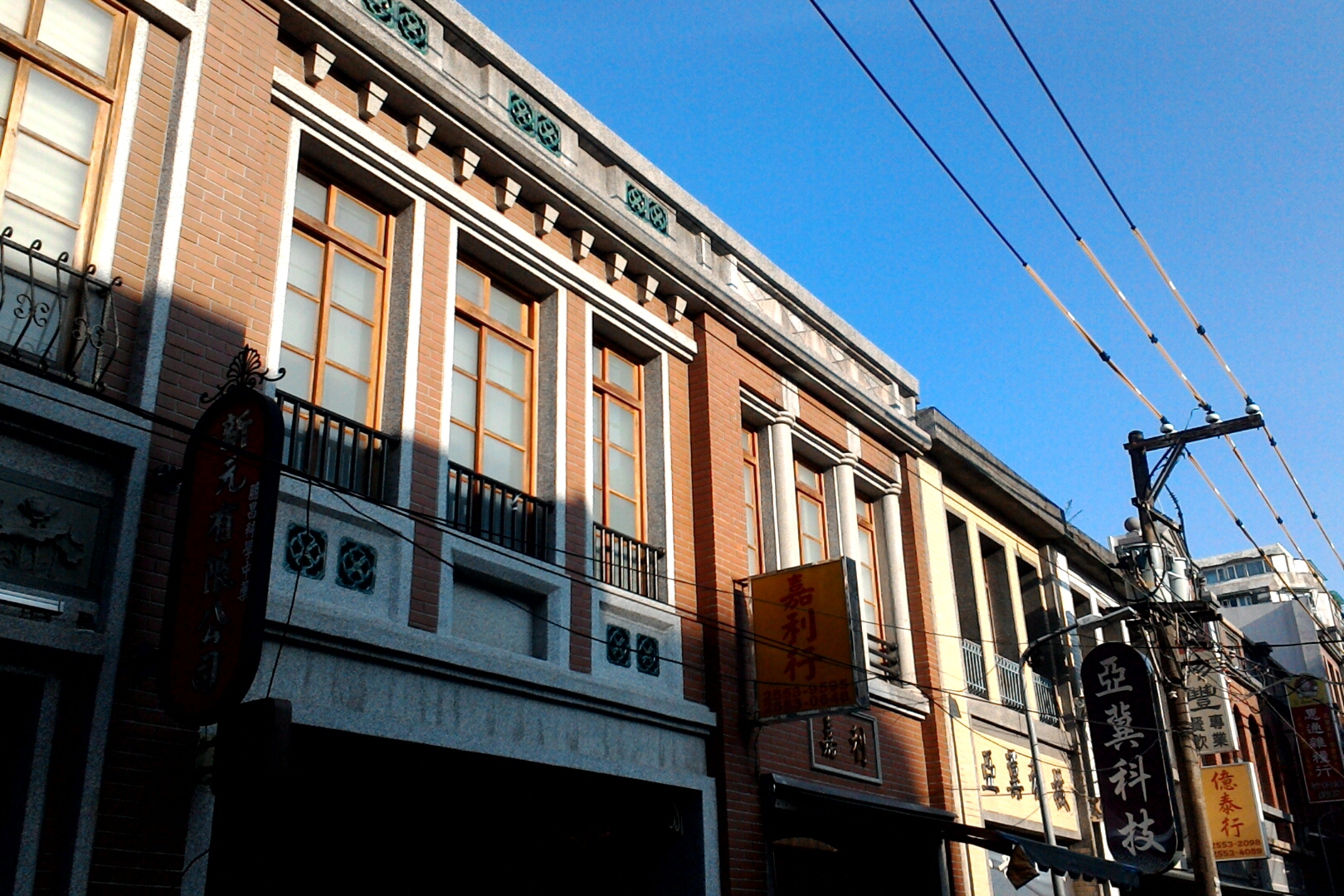
嘉利行（185號）與亞冀科技（183號，歷史建築）。

咸豐八年（1858年）清朝於第二次鴉片戰爭戰敗，清政府同英國與法國簽訂《中英天津條約》與《中法天津條約》，其中規定對英法兩國開放安平、鹿耳門、鹿港與淡水作為通商口岸:57。十年（1860年）淡水港正式開埠，實際卸貨的口岸則包括艋舺與大稻埕，但因艋舺河道日漸淤積，加上當地居民排外:57，大稻埕逐漸取代其北台灣商業中心的地位:40:14。英、美等國商人紛紛於六館街（今南京西路尾）成立洋行:57，以大稻埕為中心，進行茶、糖與樟腦等物資的國際貿易，大稻埕從此被納入國際貿易體系。:15
同治四年（1865年）英商約翰·陶德來台考察樟腦，見到茶葉產製的情形，便引進泉州府安溪縣的烏龍茶茶苗，並鼓勵北部茶農種植:98，同時設立寶順洋行（Dodd & Co.）。陶德透過買辦貸款給茶農，再由茶商收購粗製後的茶葉，在廈門烘培精製後銷往澳門。陶德原於艋舺開設製茶廠，卻因當地居民排外，遂於八年（1869年）將寶順洋行遷至大稻埕。同年陶德載運 2000擔（約21萬斤）的烏龍茶，以台灣茶（Formosa Tea）的名稱銷往紐約，大受歡迎。至十一年（1872年）已有六家洋行在大稻埕從事茶葉的精製外銷。光緒元年（1875年）後大稻埕製茶業陸續有華商加入，並發展迅速，十二年（1886年）達到252家茶商的規模:106，同年於艋舺設立茶釐總局，開始徵收茶釐。十三年（1887年）在福建臺灣巡撫劉銘傳的主導下，成立「茶郊永和興」（今臺北市茶業公會）。當時茶郊訂有規約，以維持茶葉品質的穩定，並避免茶商做出摻粉等自壞品牌的行為。約內並訂有對茶工的保障事項，如染疾時要延醫救治；去世時要為之安葬等:104。十七年（1891年）茶釐總局移至大稻埕。茶葉貿易迅速造就大稻埕驚人的財富，亦將異國風格的建築、宗教等文化帶入了大稻埕地區，同時也帶動大嵙崁溪（今大漢溪）上游如三峽與大溪等市鎮的興起:106。
此時期大稻埕開始出現洋樓，洋樓仿自南洋的殖民地式建築，以兩層樓為主:117，主要以紅磚與木材為建材:72。屋頂上加蓋平直的女兒牆:117，砌為封閉或鏤空的圖案，或嵌有標示店號的匾額。窗戶受洋樓的拱形迴廊影響，將拱圈與窗洞結合:117，通常開有三個拱窗，有時設置拱廊:72。簷間有細密的線腳。加有上釉的花瓶欄杆，以上綠釉為主，但也有上藍釉與白釉的型式，是臺灣地區洋樓的常見特色:117。店面仍以一門兩窗為主:72，同時加上中式的花鳥紋飾與匾額框:117。目前洋樓式店屋與閩南式店屋一樣，經過日治時期與戰後的改建，多已消失。

##### 鼎盛時期 1875~
光緒元年（1875年）設立臺北府，北台灣的政治中心遂由新竹移至臺北。八年（1882年）清法形勢緊張，臺北卻毫無防備，於是開始於艋舺與大稻埕之間興建臺北府城。十年（1884年）臺北府城竣工。十一年（1885年）清法議和，同時設立福建臺灣省，以臺北為省會，至此大稻埕、艋舺與臺北城合稱「三市街」:15。今貴德街一帶曾是洋行與外僑居住的地區，當時板橋林家林維源與廈門商人李春生合組「建昌行號」，後福建臺灣巡撫劉銘傳勸請林與李合資修建建昌街（今貴德街北段）與千秋街（今貴德街南段），街道兩旁興建訪洋樓店舖，出租給來台貿易的外商使用，且為防水患而將店屋地基特別加高:96。林另捐資興建六館街（今南京西路西段），興建中西合璧式的街屋，供外商居住。:102
光緒十三年（1887年）福建臺灣巡撫劉銘傳由於商務與軍事考量 :8，且為建造臺灣省城時便於運輸建材，上《擬興修臺灣鐵路摺》:9，奏請清朝政府興建基隆至臺南的鐵路。5月20日成立全臺鐵路商務總局，並立即動工臺北至基隆段鐵路:9:8，是繼唐胥鐵路後清朝第二條官辦鐵路:45，同時發行鐵路股票至南洋招募基金:74。且於北門外設立臺北軍裝機器局（位於今臺灣總督府鐵道部一帶），為一座製造現代軍械的兵工廠，同時配合鐵路的修築，便於修理鐵路機車與鐵軌的器械，是臺灣近代工業的開端:103。十七年（1891年）臺北至基隆段鐵路通車，設立台北火車碼頭（位於今台北市立聯合醫院中興院區），採用歐洲常見的棚式車站設計。此後外商逐漸由基隆進口，並由鐵路將商品運銷至臺灣各地。:102、103

#### 日治時期

##### 經濟建設 1896~
明治二十九年（1896年）臨時臺灣鐵道隊鑑於清朝所建的鐵路蜿蜒迂迴，將劉銘傳鐵路大幅改線:150。明治三十四年（1901年）為能有效率的由淡水港運送物資，將劉銘傳鐵路基隆~臺北路段拆除，拆下的路軌用以鋪設臺北~淡水21.2km的鐵路線，命名為淡水線，於8月25日通車。三十五年（1902年）2月1日設立大稻埕車站，6月1日兼辦客運，三十六年（1903年）成為淡水線始發車站:130，四十一年（1908年）遷至清代臺北車站舊址。大正四年（1915年）8月17日改大稻埕車站為貨運站:130，客運業務由同日設立的北門車站（位於今鄭州路、延平北路一段口）接管，並成為始發車站，同時設立大正街車站（位於今長安西路、南京西路18巷口）:130。十二年（1923年）3月6日北門車站廢止，始發車站又回歸臺北車站:131。昭和十七年（1942年）大正街車站廢止，至1953年再度設立，改名長安車站，不久再度廢止。大稻埕正好與此兩站相近，逐漸使該處繁榮。
大稻埕進入日治時代後，日商全力抵斥洋行勢力，轉而以日本、東南亞為主要進出口市場。日治時代初期，大稻埕的茶葉貿易依然興盛，引進新式生產設備，並打出日東紅茶的名號，銷往美國與加拿大:106，茶商李春生與陳天來等皆因此致富。李春生（1838~1924）原籍泉州府同安縣，起初於廈門怡記洋行擔任地區負責人，後移居大稻埕發展，任寶順洋行買辦。後李獨立經商，進口煤油，並籌畫北部茶葉出口，因而累積巨大的財富:97。當時外商與本地住民常因語言與宗教的糾紛，時常引起衝突，李因精通外語被借重居中調和，常得到圓滿解決，更使得其聲望盛極一時:99。此外，李亦是虔誠的基督徒，曾贊助大稻埕基督長老教會與臺北幸町教會（今濟南基督長老教會）等教堂的興建:97。陳天來（1872~1939），臺灣府淡水廳人，初隨父經營木炭行，後開設「錦記茶行」（今陳天來故居），茶行建築典雅富麗，每有日本皇室成員來台，皆被當局視為臺灣的模範住宅，供皇族參觀:97。昭和二年（1927年）陳任同業組合臺北茶商公會（今臺北市茶業公會）會長。五年（1930年）在陳的大力陳情下，總督府廢除製茶稅。
明治三十二年（1899年）總督府提出市區改正計畫，將原聚落中的道路一一拓寬，開闢新市場、堤防，加上淡水線鐵路的興建:84，大稻埕市街由此擴展至臺北圓環附近。同時因淡水河上游開墾伐木，破壞山區水土保持，加速下游河道的淤積，加上河水時常氾濫，碼頭的功能逐漸減弱，同時鐵路的興建取代河運，貨品多改以由基隆輸出:101。四十一年（1908年）4月20日縱貫鐵路通車後，大稻埕的南北貨、中藥、布匹批發業更加蓬勃發展。大正十五年（1926年）總督府開始推廣磯永吉育種成功的蓬萊米，計畫將臺灣建設為日本全國的米糧供應地，而大稻埕憑藉水運與鐵路運輸的方便，成為北部地區米的集散與交易中心。為控制米的流通，當局設立正米市場（位於今南京西路與甘谷街一帶）。昭和五年（1930年）後因日本國內米生產過剩與經濟大蕭條的影響，加上當局協助日商壟斷米市場，大稻埕米業從此快速沒落。:104

##### 文化藝術
日治時代中期正處於一戰結束後的時期，全球各地出現各種新興思想與文化藝術，日本國內開始實行大正民主。臺灣的知識份子受到新思潮的衝擊，在大稻埕發起臺灣新文化運動，後向全島各地擴散。大正三年（1914年）板垣退助同臺灣士紳林獻堂、蔡培火與蔡惠如於臺灣鐵道飯店成立臺灣同化會，旨在消除日本人與臺灣人間的差別待遇，四年（1915年）被強制解散。九年（1920年）林獻堂與蔡惠如同旅日留學生林呈祿、彭華英與吳三連等成立新民會，投入六三法撤廢運動與臺灣議會設置請願運動，同時發行《臺灣青年》作為機關刊物。十年（1921年）10月17日於大稻埕開設大安醫院（位於今義美食品延平門市一帶）的蔣渭水同林獻堂與楊吉臣於靜修女子學校（今靜修女中）禮堂創立臺灣文化協會。臺灣文化協會於千秋街（今貴德街南段）設置講堂（據說位於今大稻埕千秋街店屋），每周六舉辦有關民族主義的文化講座；設置方便民眾閱讀《台灣新民報》的讀報社；並開辦臺灣史、衛生與法律等主題的講習會。這些行動喚起臺灣民眾對於社會與政治方面的自覺，進而持續以思想言論進行非武裝抗日活動。昭和二年（1927年）7月10日蔣渭水與林獻堂同蔡培火等人創立臺灣民眾黨。後蔣自行成立臺灣工友總聯盟，反對蔡的思想主張，雙方遂告分裂。五年（1930年）林退黨，另成立臺灣地方自治聯盟。六年（1931年）臺灣民眾黨被勒令解散，同年蔣逝世並舉行大眾葬，臺灣新文化運動遂告中止。2006年10月17日臺灣文化協會成立八十五週年，臺北市政府於臺北北警察署內成立臺灣新文化運動紀念館籌備處><
昭和九年（1934年）喜好古典音樂的廖水來於大稻埕開設波麗路西餐廳，店名取自法國作曲家莫里斯·拉威爾的同名圓舞曲。店內配備有高級的音響設備，且牆上掛有畫布供顧客即興創作。當時知名畫家郭雪湖、張萬傳與楊三郎等；作家張文環與呂赫若等皆是波麗路的常客，廖則充當畫家的經紀人與贊助人，使西餐廳成為台灣美術史上的重要場所。十年（1935年）陳天來與莊輝玉為配合臺灣博覽會的舉行，投資興建第一劇場。劇場以表演歌舞劇與話劇為主，營運後期也放映電影。戰後幾經歇業，原址於1990年改建為商業大樓。十四年（1939年）王井泉創辦山水亭，是一家以東坡刈包聞名的台菜餐廳。王是星光演劇研究社的活耀分子，十六年（1941年）更支持張文環等人創辦《臺灣文學》雜誌。當時張文環、呂泉生與黃得時等文人，與日本學者金關丈夫與池田敏雄等皆是山水亭的座上賓。戰後經濟蕭條，山水亭於1955年被迫歇業。

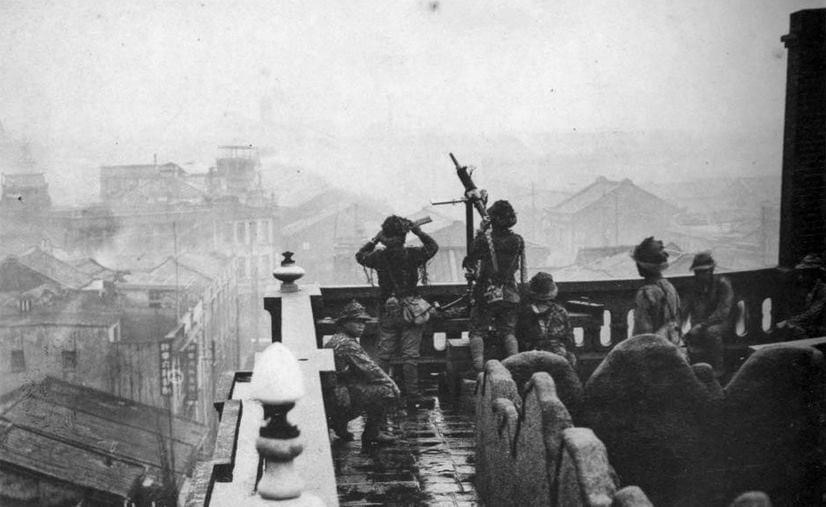
1934年（昭和9年）臺灣軍特種演習時，在台北市大稻埕某商店屋頂架設的92式重機槍。

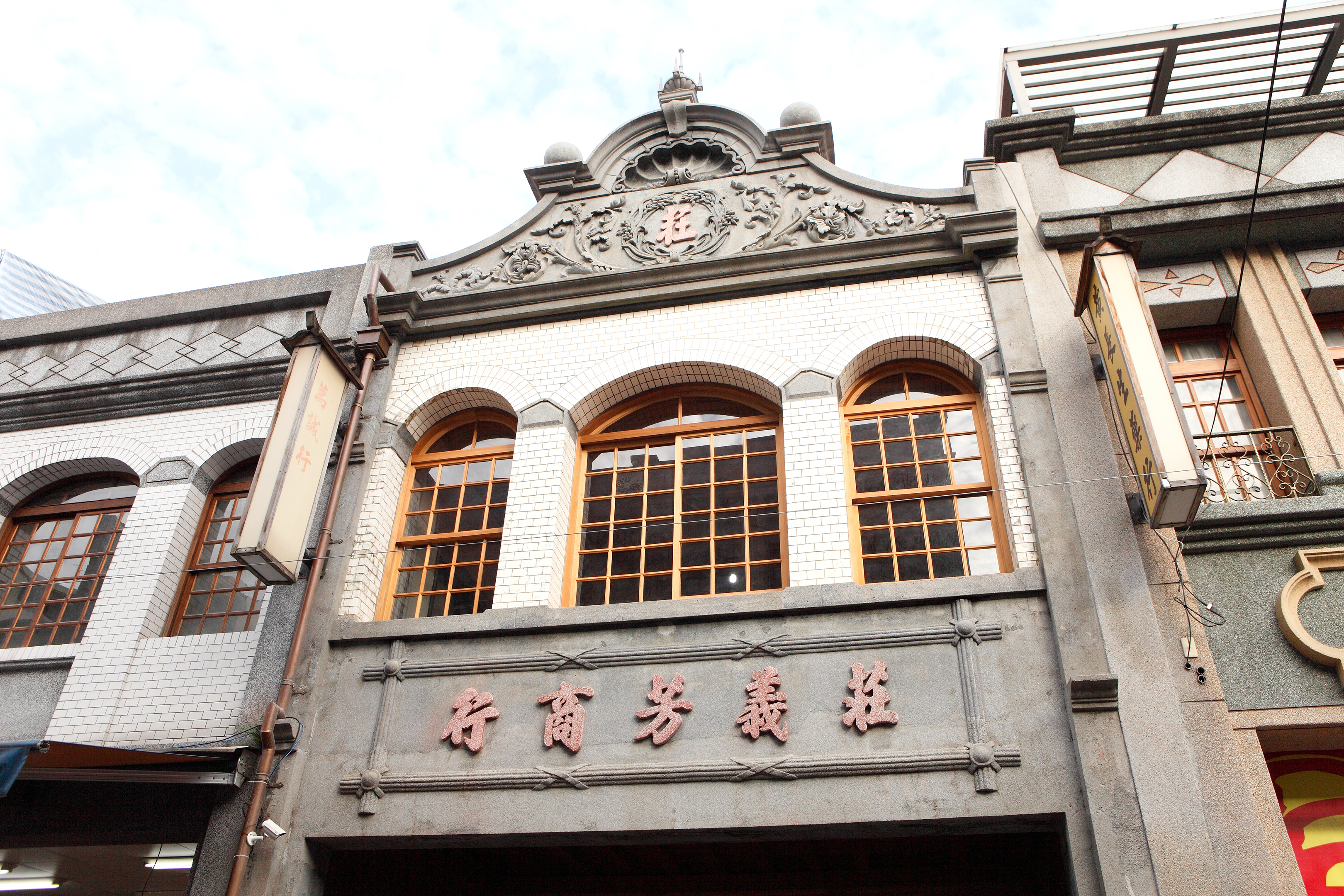
莊義芳商行位於迪化街一段117號的店屋，為砂糖、雜穀、肥料進出口商莊輝玉故居、隆遠集團祖厝。

大正時期（1912~1926）樣式建築盛行，大稻埕出現仿巴洛克式店屋:73，以紅磚與洗石子為建材:118，並開始使用面磚，:73。頂部具有以花草、動物或渦卷紋飾裝飾的山牆，中央嵌有姓氏、勳章飾、壁龕飾或仿日式家紋，兩側的收頭具有獎杯形、圓球形或燈形等形狀。窗前有時設有曲線凸出的花台，增添家居休閒的氣氛。與部分洋樓式店屋相同，嵌有可塑上店號的匾額框。有些花草紋飾採花圈與彩帶的造型，是受西方聖誕節裝飾的影響。門頂框架上設有托架，但此處僅有裝飾功能:118。到1930年代後前現代主義建築興起，大稻埕許多店屋改建為現代主義型式。普遍使用鋼筋與混凝土，大量使用面磚，高度也多增至三層樓。立面裝飾簡潔但變化多樣，使用當時流行的幾何線條，且每一棟店屋皆有其獨特的形式。部份立面仍保有巴洛克式的山牆，但裝飾已大量簡化，門框托架也消失。

##### 酒樓文化 1884~
光緒十年（1884年）白扁於六館街開設「東薈芳」酒樓，規模僅能容納十餘桌客人。後先遷至稻新街（今甘谷街），明治四十三年（1910年）再遷至城隍廟後街（今延平北路二段），擴張為連棟式二層樓街屋，可容納百人宴會。供應支那菜（臺菜）與西餐，用餐時除藝旦彈唱之外，還有專屬樂隊伴奏。四十四年（1911年）因被清廷通緝而流亡日本的梁啟超，應林獻堂之邀而來臺訪問，雙方於東薈芳聚餐，梁於宴席上作有〈三月三日遺老百餘輩設歡迎會於臺北故城之薈芳樓，敬賦長句奉謝〉四首七律。大正二年（1913年）白因案繫獄長崎，東薈芳由股東吳江山經營，後白與吳失和，六年（1917年）吳退股籌資開設「江山樓」。九年（1920年）東薈芳接待近衛師團中將久邇宮邦彥王，並開始以「御料理」行銷。十二年（1923年）皇太子裕仁應臺灣總督田健治郎邀請赴臺巡視，由東薈芳與江山樓在臺灣總督官邸（今臺北賓館）合辦宴席，宴請當局要員與民間有力人士，其中廚師於一周前就開始隔離齋戒。十三年（1924年）東薈芳因不敵江山樓，由股東黃東茂出資，於日新町（今南京西路）興建「新東薈芳」。新東薈芳前進二層，後進三層，具有可容納700餘人的大宴會廳，以及50多人的小宴會廳，附有內設涼亭與噴水池的庭園。雖開業時業績一度超過江山樓，但不久因股東爭執、積欠房租，而於十五年（1926年）宣布倒閉。原址由黃收回，昭和二年（1927年）改名「蓬萊閣」重新營業，聘請原春風得意樓股東林聚光擔任經理。後蓬萊閣經營權轉讓茶葉富商陳天來，戰後陳家轉售徐外科醫院，現址為賓王時尚旅店。
江山樓的創辦者吳江山本籍福建省泉州府，年輕時移居臺北開設船頭行，能精通多省方言。大正六年（1917年）耗資二十萬元，親自設計監工江山樓，落成時與臺灣總督府（今總統府）和兒玉、後藤紀念館（今國立臺灣博物館）並稱台北三大地標性建築，為江東春蓬之首。江山樓占地180坪，樓高四層，一樓為辦公室、廚房與作業場所，員工約50多名；二、三樓各有七間宴會廳:101，共可容納500人:63，彼此以木板門屏隔開，各間均懸掛有名流墨寶；四樓闢有特別接應室、歐式浴室與理髮室等，並設有展望台；屋頂庭園有可容納6、70人的大理石製圓桌椅。各層樓梯裝有美術玻璃鏡，桌椅為烏心石造，餐具用銀器、江西產瓷器與美人碗。十二年（1923年）皇太子裕仁巡視臺灣，總督田健治郎在官邸設宴款待，江山樓負責置辦宴席。吳江山親自監督，吳添祐任主廚，宴會所需的120付銀製餐具，其中60付由江山樓提供，另60付由總督府自行購置。因圓滿達成任務，日後有日本皇室成員或重要貴賓來臺，總督府採買的飯菜都由江山樓提供。江山樓每日平均宴客約20桌，唯十年（1935年）臺灣博覽會時桌數曾達120桌:102。1949年江山樓歇業:101，並於1976年拆除建築，改建為玉暉大樓。:63
春風得意樓由林聚光於大正三年（1914年）開設，原址在永和街（今民樂街民生西路以南段），五年（1916年）遷至太平橫街（今延平北路與延平北路60、61巷至民生西路口之間）。同年陸軍大將、軍事參議院參議官閑院宮載仁親王來臺訪問，並參訪臺灣勸業共進會，春風得意樓被總督府選為負責提供御饌，於總督官邸烹調料理。六年（1917年）林聚光再次被邀請至總督官邸，為北白川宮成久王夫婦提供夜膳。一戰後經濟蕭條，春風得意樓因資金不足而歇業，至七年（1918）年12月改組為有限公司再度開幕。九年（1920年）3月蔣渭水買入半數股權，大幅修繕並聘用閩南名廚，5月春風得意樓擴建北端兩座樓房，總面積120坪，可容納400餘人。蔣經常於春風得意樓邀請醫師、學生與社會運動人士至春風得意樓，探討針對於臺灣社會的興利除弊之方。九年（1920年）春風得意樓舉辦對於臺灣第一位飛行員謝文達的歡迎宴。十年（1921年）4月知名酒樓四德樓併入春風得意樓，10月臺灣文化協會成立，蔣任專任理事，11月舉辦演講會，謝於會上發表〈飛行之和平使命及其對文化之影響〉。十一年（1922年）2月林聚光退股，蔣買下全部股份。但後蔣專注於社會運動，無心經營春風得意樓，於8月倒閉。

#### 戰後

##### 商業轉型
在清治時期的郊商中曾有南北郊，是由往來臺灣各地港口的郊商所組成的公會組織，其所販售的商品則稱為南北貨，代表貨品批發與銷售的對象遍及臺灣各地，也指商品來源廣泛，無所不包。清代大稻埕的南北貨行，多自中國大陸買進貨品，種類則較為單一。日治時期後因日本輸入的商品獲得免稅待遇，南北貨行開始大量出現日本產的鹹魚與干貝等乾貨，且大型的南北貨業者多為日商所經營，使大稻埕成為當時臺灣最重要的南北貨集散地。戰後貨品的來源愈趨廣泛，種類也更加複雜。隨著兩岸政策逐漸開放，來自中國大陸的乾貨也逐漸增加。南北貨交易的旺季在春節、端午與中秋等季節，尤其是春節的「年貨大街」活動，更吸引大量辦年貨的人潮。

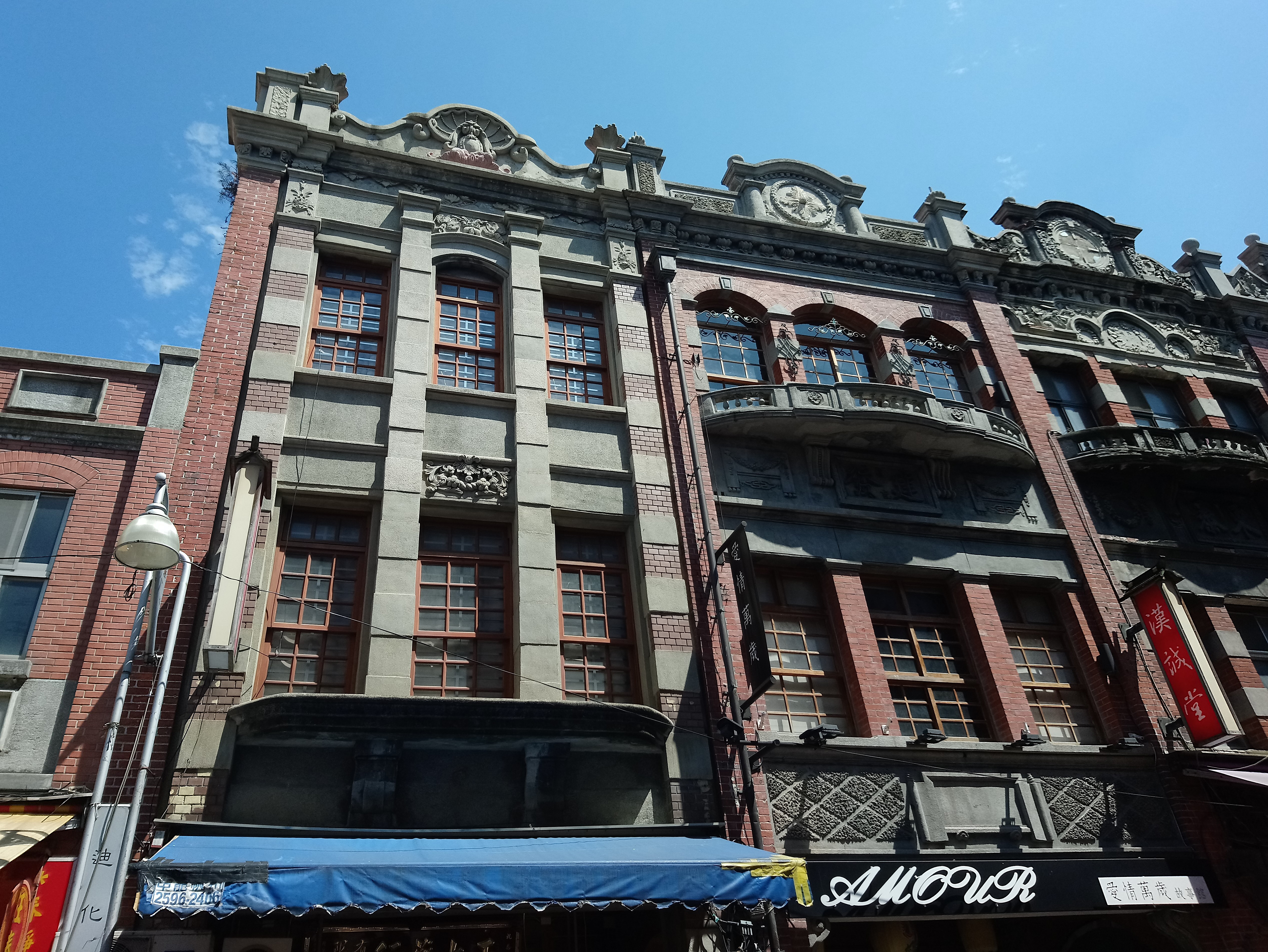
迪化街正太藥行（135號）與坤樹藥材公司（133號）。

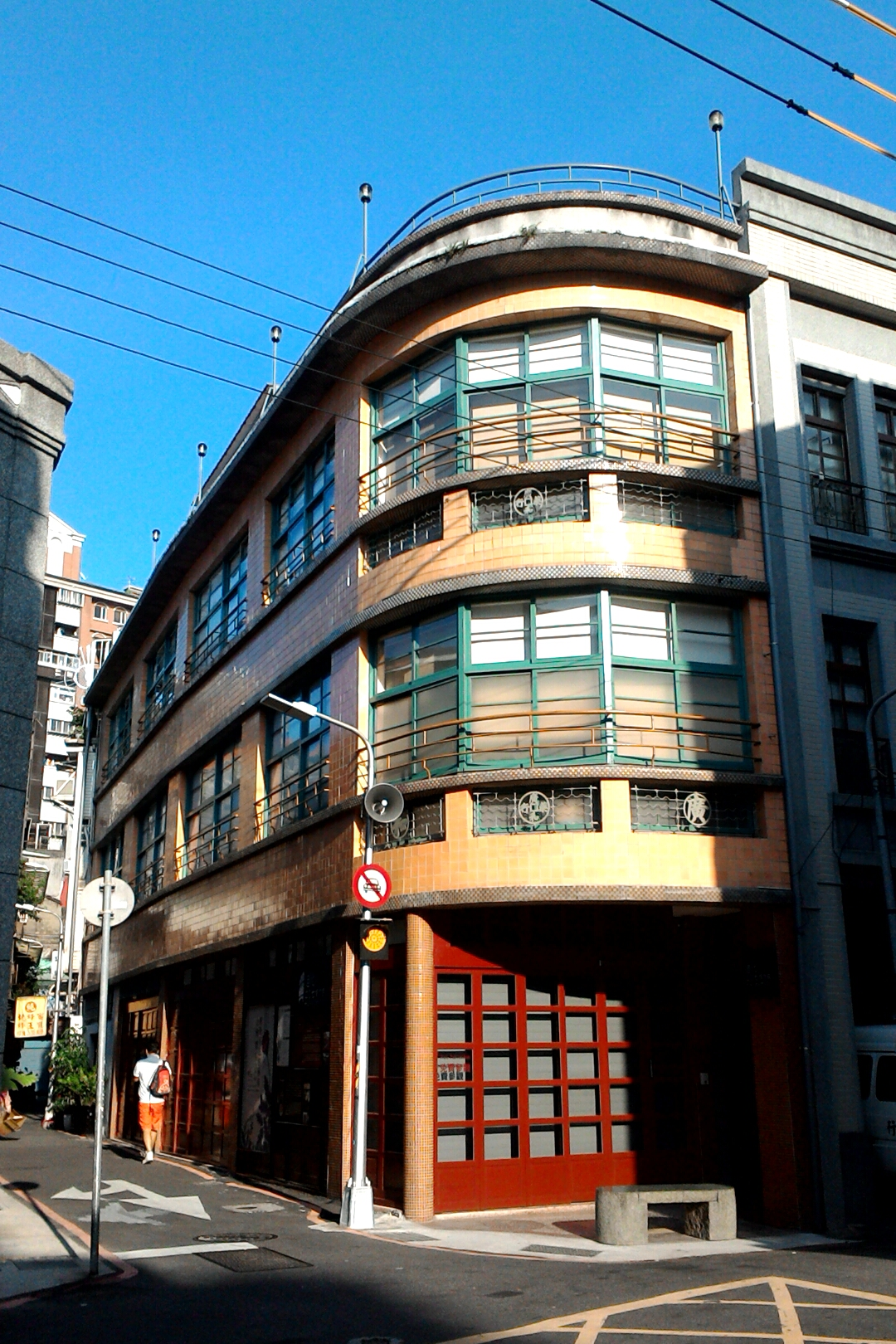
迪化207博物館(原廣和堂藥舖，207號，歷史建築)。

南北貨大多是農漁牧產品的乾貨，約略可分為海產、山產與瓜果點心類，近年則出現罐頭食品。海產類包含各種海洋生物的乾貨、真空包裝的魚類與製成丸或餃的冷凍食品，以從臺灣各漁港、澎湖、馬祖與日本進口為主；山產類包括山地出產的各類蔬果乾貨、沖泡飲用的飲料植物、五穀雜糧與食補性的中藥材等，多為臺灣本地所產，也有部分由香港、日本、韓國與中國大陸進口；瓜果點心類有瓜子、蜜餞、糖果與零食等；罐頭類則有魚貝類、蔬菜、水果、酒類、飲料與調味料等，部分商家自行裝配禮盒，以符合顧客需要。
大稻埕地區所販售的藥材最初由南北貨業者兼帶而來，後因藥材種類繁多，需要專人判斷藥材品質的好壞，便與南北貨分開，另外由香港、上海、日本與韓國等地進口。因一個合格的藥材專家養成不易，造就中藥行「師傳徒，父傳子」的傳統，而許多學徒學成後，又再附近租屋開業，使中藥行逐漸聚集。日治時期已是藥材的主要批發地，但零售的藥行並不多。戰後經過長期發展，目前聚集一百多家中藥行，其中90%是批發商，成為臺灣最大的藥材批發中心。中藥行店面為吸引顧客上門，將果餅與補品放置於門邊，藥材禮盒與珍貴藥材陳列於玻璃櫃內，供顧客瀏覽，此外部分老式櫃臺上留有投錢孔，硬幣可直接投入。
中藥材主要取自自然界，主要可分為植物、動物與礦石類，而中藥行為管理與貯存的方便，會再分為常用藥材（放置於木製的抽屜內）、貴重藥材（放於櫃臺內側）與易變質的藥材（有甜味或怕受潮等，貯放在瓷瓶內）等。植物類包括根部（如蘆根）、莖部（如檀香）、外皮（如肉桂與苦楝皮）、葉片（如枇杷葉與紫蘇葉）、花朵（如菊花與玫瑰花）與果實種子（如枸杞與八角茴香），此外樹脂（如乳香）與菌類（如靈芝與冬蟲夏草）也屬於植物類藥材。動物類包括全體入藥（如蜈蚣與海馬）、部分入藥（如鹿茸與虎骨）、分泌物與排泄物（如麝香）與生、病理產物（如紫河車與牛黃）等。礦石類又稱金石類，除磁石與朱砂外，化石（如龍骨）與礦石加工品（如砒霜）也包含在內，另外因礦石藥材重量較重，通常放在木櫃底層。

##### 紡織興起
日治時期資本雄厚的日本布商，將日本印花布大量輸入臺灣，逐漸取代臺灣本地染布業的市場。日商於南街設立進口布料的批發站，再批售予臺灣的中盤商，最後運銷各地零售，當時臺灣70%的布料批發商都集中於此地，成為全島最重要的布料批發市場:59。戰後日商撤離，紡織業者開始自行設廠生產布料，以減少對進口布料的依賴。由於當局的鼓勵與廠商研製布料成功，大稻埕的紡織業快速成長，由原先的迪化街與南京西路交會處延伸至塔城街與貴德街，一度臺灣90%的中盤布料商都集中於此處，且多銷售臺灣自製的布料。大稻埕的紡織業亦造就許多知名臺灣企業家，如臺南幫吳修齊和吳尊賢兄弟、中和紡織葉山母與新光集團吳火獅等人:58。近年民眾買布做衣的習慣被穿成衣取代，布商批發的對象也從零售商改為以成衣廠為主。
吳火獅（1919~1986），新竹廳樹林頭區人。早年家貧，昭和十一年（1936年）新竹第一公學校（今新竹國小）畢業後至大稻埕，於經營布料批發的平野商店擔任學徒:59，夜間在稻江洋裁講習所（今稻江商職）進修。十四年（1939年）平野商店經理小川光定另開設小川商行，小川出資三萬日元，邀請吳擔任商行的家長（總經理），且言明若有餘利，吳可抽利10%，吳因而成為南街最年輕的家長:59、60。太平洋戰爭時臺日交通中斷，紡織業一蹶不振，但吳善於籌劃備足貨品，小川商行盈利在同業中依然名列前茅。1945年，吳與洪萬傳和林登山等人創辦新光商行，以新竹與小川光定各取一字命名，經營布料、茶與糖的貿易。1952年，擴大為新光實業，因生產人造纖維而獲利可觀，並逐漸多角化經營，發展為現今之新光集團。

##### 文化保存
1977年臺北市政府所訂的都市計劃案中，迪化街將由原先5m的街道拓寬為20m，如果這個計劃如實進行，迪化街獨有的街屋建築與商業活動將完全消失。1988年第一期公共設施保留地開始進行徵收，迪化街的建築立面將被全數拆除。當時媒體開始大量報導，樂山基金會也發起「我愛迪化街」簽名與參觀活動，引發社會大眾的矚目，因此暫時終止拓寬計劃。當局委托臺灣大學與中原大學的學者進行調查分析，研擬保存與開發的方案。
後臺北市政府擬定大稻埕特定專用區計畫，以容積轉移的方式，鼓勵迪化街兩側的店主，盡量保留其具有歷史意義的店屋，同時在春節期間舉行年貨大街的活動，以期創造觀光人潮。

## 地理

### 範圍
大稻埕位於台北盆地西側，東側為雙連，南接萬華，西臨淡水河，東北與大龍峒相鄰，行政區劃屬於臺北市大同區延平次分區（包括大有、永樂、南芳、玉泉、延平、朝陽等里）。狹義的範圍為重慶北路一段以西，忠孝西路二段以北（延平北路一段至重慶北路一段以鄭州路為界），淡水河以東，民權西路以南的區域。廣義的範圍還包含重慶北路一段以東至淡水線、中山北路的地域。
臺灣清治、日治時期作為街庄、大字的大稻埕，北至民族西路與大龍峒街相接，東北隔雙連陂水道（錦西街65巷－歸綏街83巷－民生西路一帶）與牛埔相鄰，東至林森北路、長春路、中山北路與中庄子、三板橋接壤，南邊隔忠孝西路（臺北城北城牆一線）與臺北城內、艋舺鄰接。大致包含今日國順、景星、南芳、大有、延平、永樂、玉泉、朝陽、星明、建功、建泰、建明等里全境，光能、民安里北端以外大部分，國慶、民權里西南端區域，隆和、雙連、中山里西半部，以及光復、黎明里忠孝西路（臺北城北城牆）以北區域，橫跨今日大同、中山、中正3區。

### 地質
四百萬年前臺北地區的造山運動，在臺北盆地與林口台地交界處產生山子腳斷層（位置約由關渡延伸至樹林）:116。六萬年前造山運動趨緩，中央的地層順著斷層向下滑動成為臺北盆地；西側地層相對抬高，形成林口台地，原新店溪河口消失，河水在新莊形成湖泊，或向北沿觀音山入海。:22、23
臺北盆地出現後地勢突然降低，加強淡水河上游的侵蝕力量，河水不斷向源侵蝕切穿山谷，與大漢溪和基隆河連接，造成河川襲奪:24。
- 大漢溪：臺北盆地形成前，大漢溪口於竹北沖積出古石門沖積扇。後古石門沖積扇抬升，形成桃園台地，大漢溪向較低平的北側改變河道，前後改變四次，直到接觸林口台地才停止。最後新店溪支流向源侵蝕，於鶯歌一帶切穿山谷，接上大漢溪，形成現今的河道。[17]:120、121
- 基隆河：基隆地區原有兩條主要河流，其中一條由基隆入海，並在八堵分出支流。後支流向源頭侵蝕，接上另一條由瑞濱出海的河流。臺北盆地形成後，西邊地層下陷，造成河水向源頭逆流，最終接上新店溪的支流，由關渡注入淡水河。[17]:123

一萬年前受全球暖化影響，冰山融化造成海平面上升，海水由關渡一帶倒灌入臺北盆地，形成臺北湖，同時原先的河流仍不斷注入，使湖水呈半鹹水性:27。此時臺北盆地內泥沙大量沉積，由下而上堆積出新莊層（由泥沙組成）、景美層（由礫石組成）與松山層（由泥沙組成）等地層:124、125，直到五千年前海水退去，盆地內成為陸地與沼澤。:28

## 文化

### 文化資產

#### 古蹟

##### 國定古蹟
- 臺灣總督府交通局鐵道部：位於清代軍裝機器局舊址，日治時期初為鐵道部用地，至大正八年（1919年）興建鐵道部大樓，戰後改為鐵路局。建物模仿維多利亞時代的磚木混合建築，入口採拱門形式，兩側各有三根混合式柱，入口兩側各有尖頂衛塔，且屋頂闢老虎窗以利通風[12]:99。1990年第五代臺北車站竣工，鐵路局搬遷至臺北車站五樓現址，1992年鐵道部被指定為三級古蹟（現為國定古蹟）。2014年鐵道部劃歸國立臺灣博物館，並進行修復工程。

##### 直轄市定古蹟
- 大稻埕霞海城隍廟：霞海城隍原為福建泉州府同安縣下店鄉的守護神，道光年間由信眾陳金絨等奉請神像來台，初奉祀於八甲庄。咸豐三年（1853年）頂下郊拼事件後，信徒從火焰中救出城隍爺神像，逃至大稻埕中安放於陳浩烈（陳金絨之子）所經營的金同利糕餅舖中。六年（1856年）建廟於現址，由臺灣水師協副將蘇斐然捐獻廟地，九年（1859年）完工[12]:95。城隍廟正面闢三門，門板上有剔地起突法木雕，門神為整修時重繪，門間並有－對石獅；殿內左右牆存有陳天乞所塑的龍牆虎壁[13]:105。廟身坐落於雞母穴上，因風水因素百餘年來從未擴建[1]:88。每至農曆五月十三迎城隍時，城隍廟香火鼎盛、人山人海，故有「五月十三人看人，迎神賽會甲天下」與「北港迎媽祖，臺北迎城隍」的俗諺[12]:95[15]:58。1985年城隍廟被指定為三級古蹟（現為直轄市定古蹟），1994年臺北市政府與廟方合資整修，恢復日治時期舊貌。[12]:95

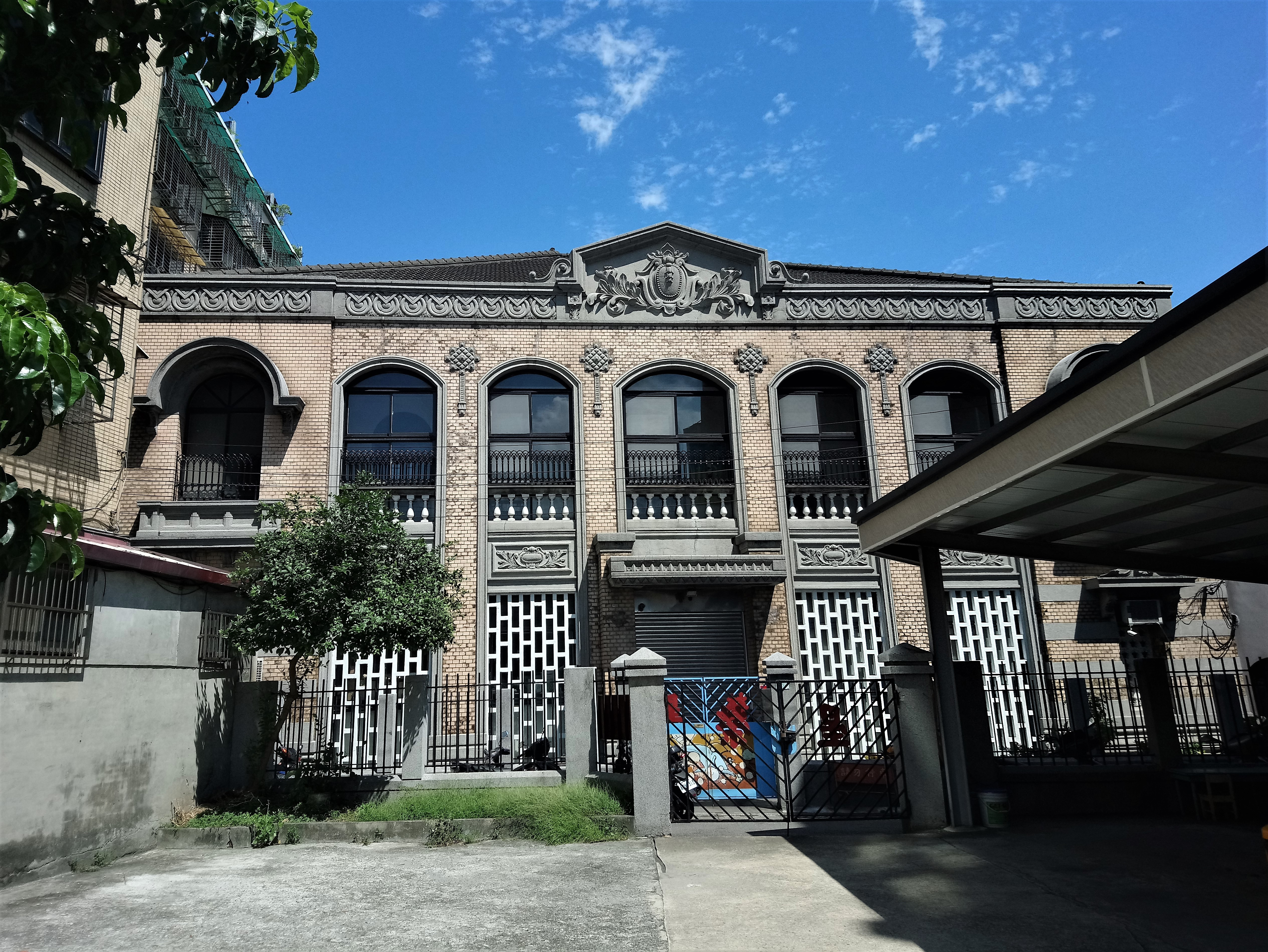
大稻埕辜宅。

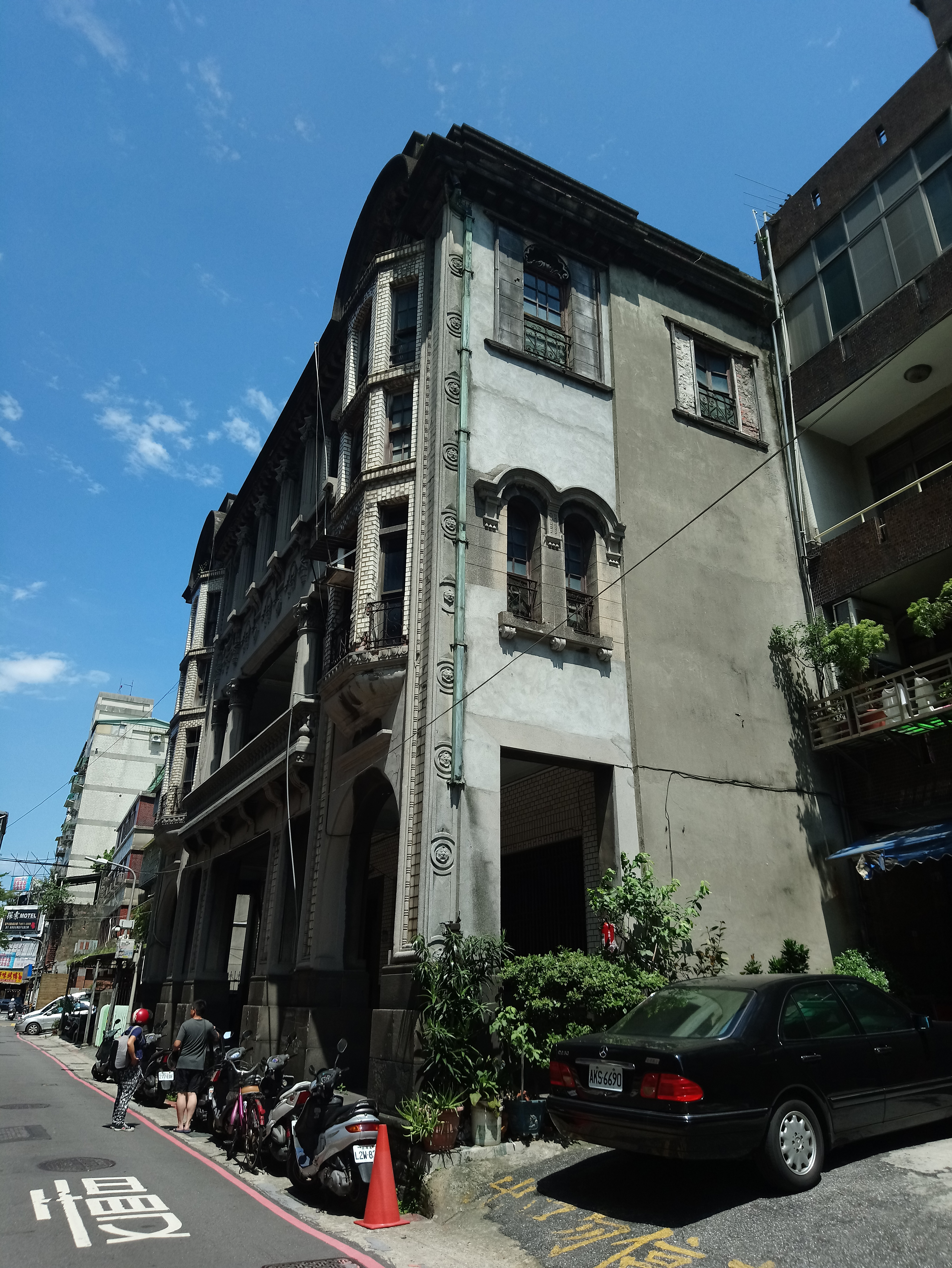
貴德街陳天來故居（73號）。

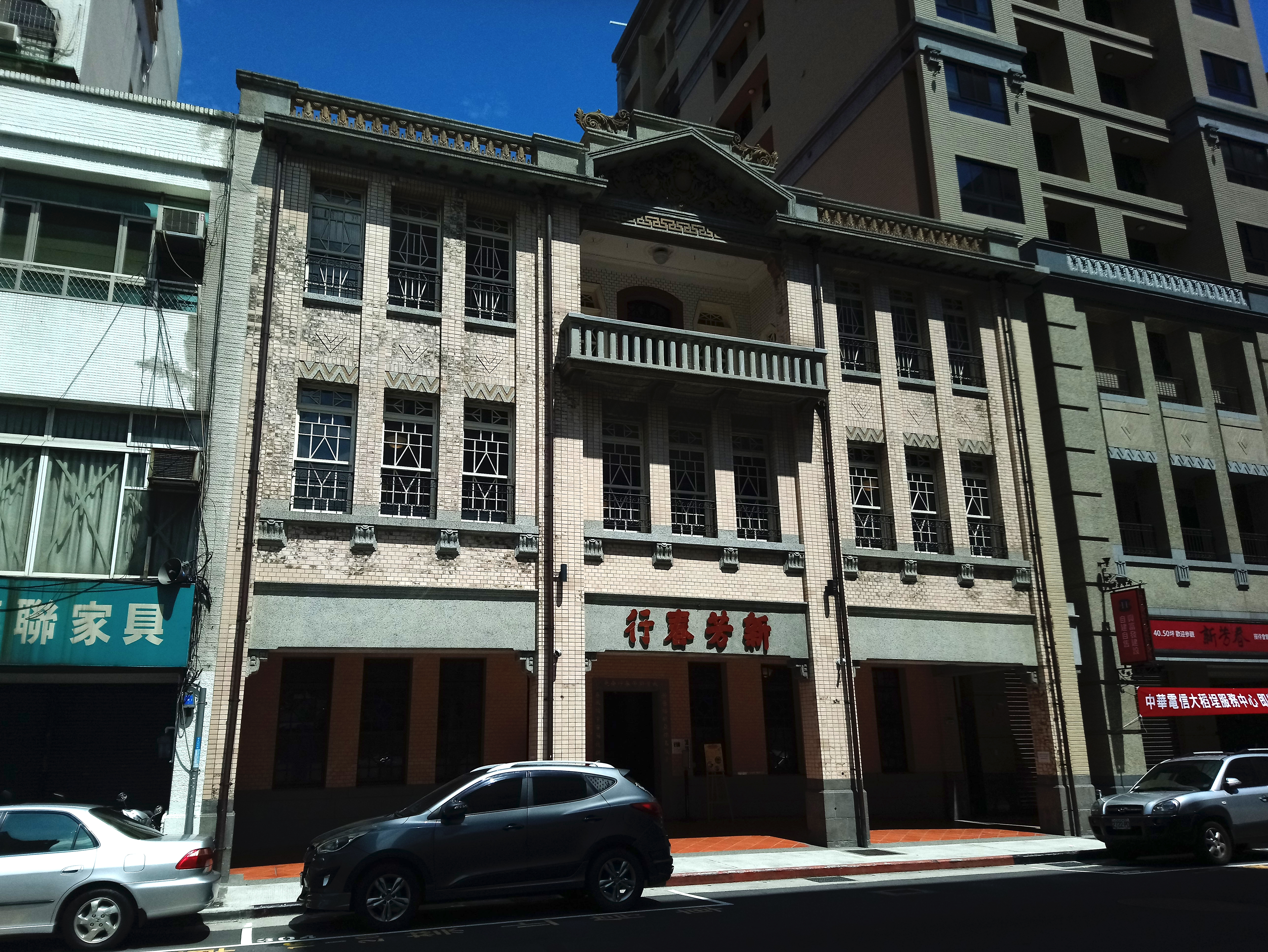
民生西路新芳春茶行（309號）。

- 臺灣基督長老教會大稻埕教會：光緒元年（1875年）陳願發起於大龍峒興建大龍峒禮拜堂，並延請偕叡理牧師進行建築設計。十年（1884年）清法戰爭爆發，民眾將禮拜堂拆毀[15]:53，十一年（1885年）清朝與法國簽定《中法新約》，福建巡撫劉銘傳撥款賠償禮拜堂，偕叡理於枋隙（今迪化街二段一帶）重建教會，稱為枋隙教會（今大橋長老教會）。後因信徒增加，教會空間不足，大正二年（1913年）由富商李春生捐地出資，於現址興建「臺灣基督長老教會大稻埕教會」，於四年（1915年）竣工[18]。建築形式由李依廈門地區禮拜堂進行設計[15]:54，平面座西朝東，正面左右各設兩門，分別供男女信徒出入。入口山牆呈人字形[19]:256，中央上方開有牛眼窗，浮雕裝飾環繞於周圍，兩側各有一對柯林斯式柱，並具有拜占廷式尖頂與歌德式拱頂。2002年教會被公告為直轄市定古蹟前夕，由李氏後人連夜拆除，使正立面嚴重受損[12]:96、97。2007年教會後方新建新大樓，同時整修原有禮拜堂。
- 大稻埕辜宅（鹽館）：辜顯榮（1866~1937）原籍臺灣府彰化縣，光緒二十一年（1895年）日本接收臺灣時，曾引領近衛師團進入臺北城。因辜與總督府當局關係良好，逐步取得鹽與鴉片等專賣項目的批發權，並經營糖廠與茶行，成為當時臺灣知名的富商[1]:99，昭和九年（1934年）辜被敕選為貴族院議員。辜宅建於大正九年（1920年），一樓作為鹽業的經銷處，故又稱為「鹽館」，二樓為住宅，後方原有臺灣式的三樓廳堂，於1963年拆除[13]:257，同年辜宅改為榮星幼稚園所在地[15]:50。建築採文藝復興風格，牆面貼淺色面磚，並使用洗石子裝飾[註 11]。拱窗上有花紋雕飾，中央正面具三角形山牆，其上有繁複的勳章飾[12]:96，內部天花板與樓梯皆以檜木製成[15]:50。1996年辜宅被指定為直轄市定古蹟。
- 陳天來故居：光緒十七年（1891年）陳天來開設「錦記茶行」，主要外銷包種茶至南洋。大正九年（1920年）陳於建昌街興建自宅，十二年（1923年）完工。住宅仿自鼓浪嶼、廈門島一帶的中西折衷樣式[14]:70，為三層洋樓式建築[15]:52，平面如反置的三合院，兩側廂房向後而正廳朝向街道[14]:70，昔日可由陽台眺望淡水河[15]:52。一樓為防水患地面抬高，前方設有面寬五開間的騎樓，並闢有三道門。二樓以上立面分為中央主體與兩側的衛塔，中央主體二樓設有陽台，立有混合式柱，欄杆具瓶狀欄杆柱；三樓開有五道拱窗，拱窗之間有愛奧尼克式柱與垂花裝飾；屋頂加設女兒牆，下方具裝飾性拖架。兩側衛塔設凸出的三面窗（bay window），上下相連為一筒，上方添加弧狀山牆，同樣具有拖架裝飾[14]:70。內部一至三樓皆為一廳八房[14]:71，傢俱以黑檀或紅木為材料[15]:52，並藏有許多古玩，家具與古玩多購自廈門或香港[14]:71。住宅後方設有假山花園，但在開闢西寧北路時遭到破壞[14]:71。2006年陳宅被指定為直轄市定古蹟。
- 新芳春茶行：大正八年（1919年）王連河開設「新芳春茶行」，買下現址2/3的房產，以包種茶為主要產品。昭和八年（1933年）購入茶行右側的房產，改建為三層樓房，九年（1934年）竣工。茶行建物面寬三間，縱深三進，一樓為加工廠與倉庫；二樓為揀茶區、茶葉倉庫、辦公室與會客室；三樓為神明廳與生活區。1952年購入乾燥機、剪茶機與篩茶機等設備。1980年代製茶業逐漸沒落，茶行建物騎樓被拆除，出租予家俱行使用，2004年開始閒置。2005年臺北市政府文化局將茶行定為歷史建築，2009年升格為直轄市定古蹟，2011開始進行修復，於2016年重新開幕。一樓展示大稻埕茶業的歷史，第三進（天井後）保存舊時的製茶工廠； 二樓放有拍攝《紫色大稻埕》大河劇的道具；三樓則解說新芳春茶行的歷史，並展示王家當時的舊物。
- 大稻埕圓環防空蓄水池：昭和十八年（1943年）太平洋戰爭期間，同盟國軍對臺北市進行空襲，總督府特別在臺北市中心建造防空壕與蓄水池，用以儲存消防用水與避難之用。蓄水池本體為紅磚疊造而成[12]:94，為目前台北市出土最大的防空蓄水池[b]。戰後蓄水池被填平，其上建立起著名的圓環夜市，蓄水池則逐漸被遺忘[b]，直到2001年美食館工程開挖地面時被意外發現，為此美食館變更建築設計，延長工期至2003年才落成啟用[12]:94。臺北市政府文化局在2003年將蓄水池指定為直轄市定古蹟。
- 大稻埕千秋街店屋：貴德街在日治時期分為兩段，北段為建昌街，南段為千秋街，屬於港町轄區。其中屬於千秋街的貴德街51號、53號，在2005年被指定為直轄市定古蹟。兩連棟店屋為二層建築，並具有天井與竹節式落水管，一樓設有騎樓，且為防水患而加高地基；二樓立面以清水磚堆砌，開有長型窗戶與陽台。其中51號原為南興茶行，且昔日為林獻堂與蔣渭水等人所領導的臺灣文化協會舉行港町文化講座的場所，但今日已無任何當時活動的遺跡，現為全祥茶莊的倉庫與製茶廠。53號位於貴德街46巷口，原為茶商陳天來所建，後莊協發商行在此進行日用品買賣，現由屋主莊永德之弟莊永明在此開設莊協發港町文史講亭。

#### 歷史建築
| - 大千百貨 - 波麗路餐廳（本店） - 原周進春茶行（部分） - 黑美人大酒家 - 安西街周宅 - 六館街尾洋式店屋 - 順天外科醫院 - 李臨秋故居 - 十字軒糕餅舖 - 有記茶行 - 林華泰茶行 - 衣戲院 - 原下奎府町郵便局 - 民樂街4、6、8號、永昌街1號暨民生西路362巷33號 - 12號 - 南京西路237號暨迪化街一段2、4、6號 - 255號 - 涼州街108號 - 西寧北路29、31號 - 65、67號 - 86巷8、12、14號 - 永昌街7號 | - 迪化街一段 - 13號（7-Eleven 詠樂門市） - 17號及南京西路233巷16號 - 46巷16號 - 67號 - 79號 - 85號 - 90號 - 96號 - 142號 - 155號 - 156號(林家古厝-迪化街第一間街屋) - 174號 - 176號 - 178號 - 181號 - 183號 - 186號 - 192號 - 198號 - 200號 - 202號 - 207號（廣和堂藥舖） - 227號暨安西街70號（泰興漆行） - 235、237號 - 248號 - 274號 - 278號 - 282號（張協成石廠） - 289號（源義成商號）(京奇貿易有限公司) - 296號（葉晉發商號） - 308號 - 339號 | - 延平北路一段147號 - 149及151號（太和堂藥房） - 延平北路二段13號 - 25號 - 27號 - 45號 - 54號 - 56、58號 - 79號 - 117號 - 171號（廬山軒） - 241號 - 民生西路333號及延平北路二段111、113、115號 |

#### 傳統藝術
- 北管（臺北靈安社、臺北共樂軒民藝文化協會）
- 鼓亭（陳金來）
- 大稻埕戲苑，北台灣代表性的戲曲演出劇場，並設有大稻埕青年歌仔戲團

#### 民俗及相關文物
- 臺北霞海城隍廟五月十三迎城隍：農曆五月十三日的霞海城隍廟例祭是北臺灣最重要的祭典之一，除十三日當天的遶境外，五月期間亦包含其他祭祀活動，過程如下：
  - 放軍：五月六日城隍廟先為城隍爺舉行祝壽禮。接著放軍安五營神將，五營麾下各有兵丁數千，在中壇元帥哪吒的帶領下，預先確保暗訪的路徑平安，而城隍廟則備有牲禮、水果與酒，犒賞五營諸軍。五營部屬的位置如下：東營由張將軍帶領夷軍在雙福宮安營；西營由劉將軍帶領戎軍在和德祠安營；中營由李將軍帶領秦軍在普願宮安營；南營由蕭將軍帶領蠻軍在福聚宮安營；北營由連將軍帶領狄軍在和安宮安營。[1]:91
  - 暗訪：五月十一、十二兩日由城隍爺所屬部將在夜間巡視轄區，目的為訪查民情與驅邪鎮煞。夜訪於6p.m.以後出發，隊伍以令牌開路，由土地公引導，七爺、八爺、文判官、武判官、陰陽司、包公與虎爺等行列依序前進，最後為城隍爺的神輿。其中以七爺與八爺的角色最為重要，夜訪時主要任務在巡捕歹徒，故兩者身上戴滿扣鍊、火籤與上寫「善惡分明」的虎頭牌。途中路經其他廟宇時，必須由七爺與八爺代表城隍爺參拜，先由七爺踩八卦步，向廟宇揖行三鞠躬，再小跑步邀請八爺一同向該廟行三鞠躬。在遶境中的城隍爺眾部將，身上都掛有一圈光餅，發放給信徒食用。隨行的部分信徒身上掛著金紙做的枷，藉以贖過去的罪過。[1]:92、93
  - 繞境：五月十三日中午，城隍爺神輿與隨行的樂隊、獅陣、龍陣、八家將、宋江陣與藝閣等，先於民族西路與重慶北路口集合，開始繞境遊行。遶境路線如下：民族西路與重慶北路口→右轉民族西路→左轉延平北路→右轉涼州街→左轉迪化街→塔城街→左轉長安西路→左轉承德路→承德路與民生西路口。各神轎經過城隍廟前時，要進行衝廟門與表演活動，以表達對城隍廟的尊敬。繞境結束後城隍爺回至本廟升座。
  - 收軍：五月十八日3p.m.城隍廟舉行五營收軍、合境平安儀式。迎城隍活動至此結束。[1]:93、94